# Ada Flatman

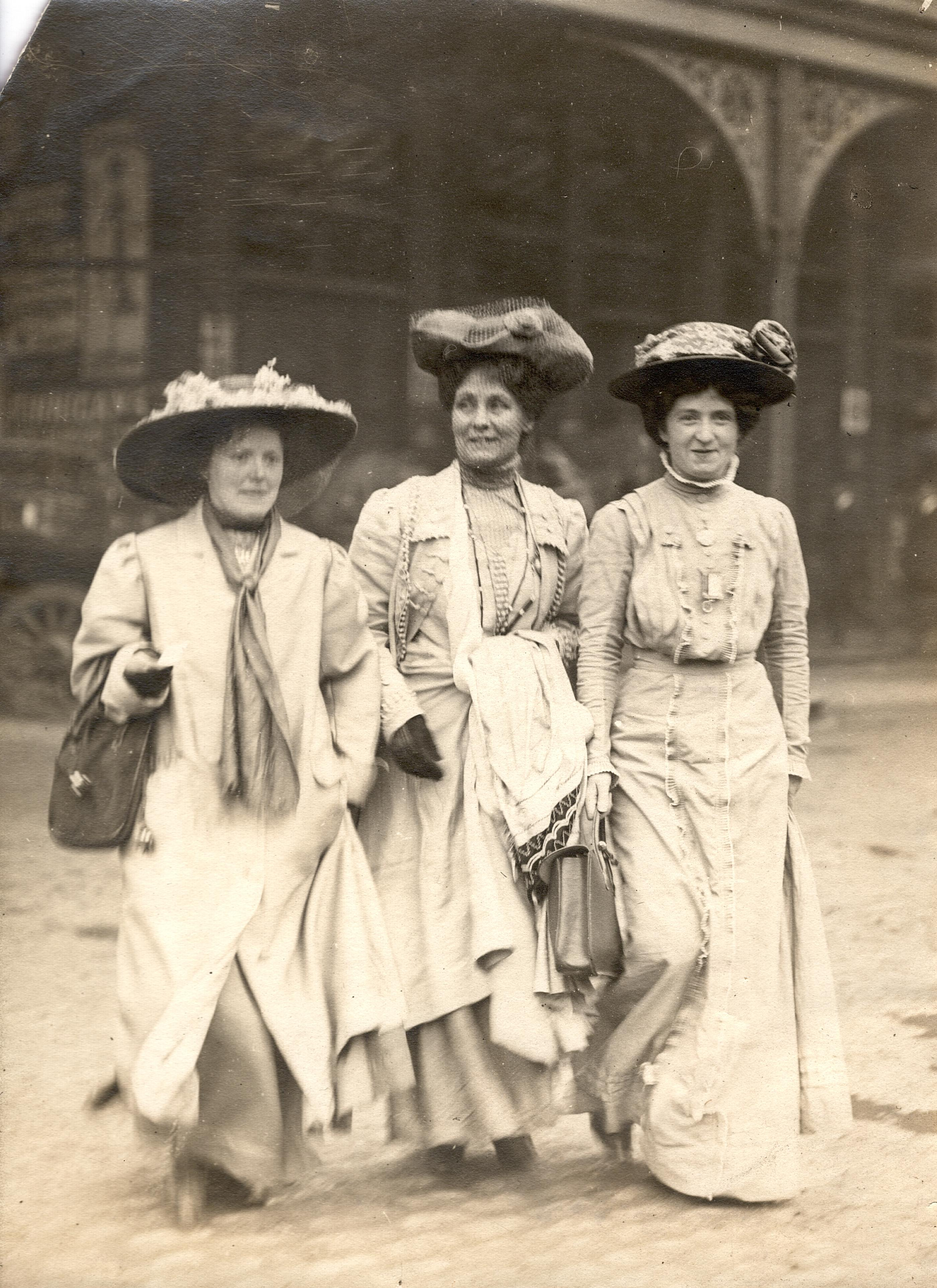
Mary Gawthorpe, Emmeline Pankhurst ed Ada Flatman.

Ada Susan Flatman (Littleport, 15 agosto 1876 – Eastbourne, 26 febbraio 1952) è stata un'attivista e suffragetta britannica, che ha lavorato nel Regno Unito e negli Stati Uniti.

## Biografia
Ada Susan Flatman, figlia di George Flatman (1820-1890) e Susan Copsey Flatman (1830-1904), nacque a Littleport, Cambridgeshire il 15 agosto 1876. Era una donna indipendente ed era interessata ai diritti delle donne. Visse nelle stesse stanze del Twentieth Century Club a Notting Hill, come la collega attivista Jessie Stephenson.
Fu mandata nella prigione di Holloway, dopo aver preso parte al raid alle Camere del Parlamento nel 1908, guidato da Marion Wallace Dunlop, Ada Wright e Katherine Douglas Smith, e ad una seconda ondata di Una Dugdale. L'anno successivo fu assunta dalla Women's Social and Political Union (WSPU) per organizzare le loro attività a Liverpool, subentrando a Mary Phillips. Organizzò un umile alloggio per Constance Lytton quando arrivò a Liverpool travestita da lavoratrice, con l'obiettivo di farsi arrestare per attivismo come suffragetta per creare un'adeguata pubblicità.
Nel maggio 1909 la Flatman era a Bristol e sfuggì agli investigatori incaricati di seguirla, e a molti agenti di polizia in uniforme, per distribuire volantini sulla causa delle suffragette. Questo è avvenuto al Royal Hotel in occasione di un discorso alla Camera di Commercio del politico anti-suffragio Augustine Birrell. Nel dicembre dello stesso anno, fu una delle persone presenti alla Royal Albert Hall per protestare contro la posizione di David Lloyd George riguardo al suffragio femminile. In un resoconto di un giornale contemporaneo sul London Evening Standard, la suffragista Frances Ede descrisse come gli amministratori trascinarono la Flatman dal suo posto e la rimossero "con una violenza del tutto inutile".

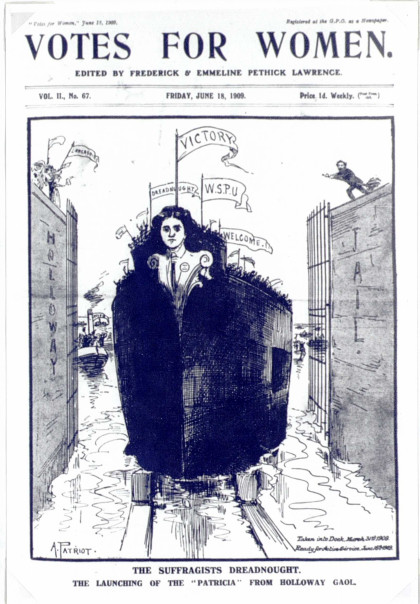
Copertina anteriore di Votes for Women del maggio 1909 raffigurante Patricia Woodlock come una corazzata

Nel luglio 1910 fu un'oratrice fondamentale su uno dei palcoscenici del raduno delle 10.000 donne a Hyde Park. Ha lavorato con Alice Stewart Ker, ma è stata la Flatman a fidarsi di Emmeline Pethick quando Liverpool chiese che gli fosse permesso di aprire un negozio WSPU. Il negozio fu aperto per lei da Patricia Woodlock, diventò un successo e raccolse ingenti fondi per la causa. La Flatman organizzò la propaganda per il rilascio della Woodlock che aveva completato un periodo di detenzione a Holloway. Una copia del 1909 di Votes for Women raffigurava "Patricia" come una corazzata. Quando improvvisamente si dimise da coordinatrice della filiale nel 1910, per una differenza di approccio alla campagna elettorale, Alice Morrissey subentrò come organizzatrice volontaria della filiale, finché un altro membro dello staff non fu nominato per guidarli.
L'anno successivo divenne segretaria onoraria della WSPU a Cheltenham. Emmeline Pankhurst visitò Cheltenham poco dopo la sua nomina ed iniziò anche a organizzare locali "a domicilio". Quando il ministro del governo liberale Charles Hobhouse parlò nella Shire Hall di Gloucester, la Flatman cercò invano di fargli domande sul suffragio femminile e fu espulsa.

## Prima guerra mondiale
Allo scoppio della prima guerra mondiale nel 1914, le principali organizzazioni per il suffragio accettarono di sospendere la protesta fino alla fine della guerra. Molti attivisti non erano d'accordo.
La Flatman, che viveva a Bristol, era una di loro e si unì al Women's Emergency Corps, fondato da Evelina Haverfield. Decise di proseguire il suo lavoro negli Stati Uniti, emigrando per lavorare per il quotidiano di Alice Paul The Suffragist nel 1915, il giornale della Congressional Union for Woman Suffrage, diventandone responsabile commerciale e pubblicitario.
Era a Chicago nel 1916, lavorando come organizzatrice all'aperto per la Women’s Party Convention. Il New York Herald dichiarò che lei aveva inaugurato la campagna per la costruzione di cartelloni pubblicitari con le proprie forze, notando che lo fece vestita interamente del colore viola del suffragio. Il rapporto rilevava inoltre che stava dirigendo squadre di cartelloni anti-Wilson in tutti gli stati del suffragio con l'obiettivo di incollarne un totale di un milione.
Dopo la guerra era desiderosa di continuare il suo lavoro di suffragio e scrisse ad Alice Paul chiedendole se ci fosse un posto salariato per lei presso il National Woman's Party. Offrì i suoi servizi anche alla Women's Enfranchisement League in Sud Africa, ma le organizzazioni in America e Sud Africa non accettarono le sue offerte di assistenza. Il pieno suffragio femminile fu ottenuto negli Stati Uniti nel 1920 e nel Regno Unito nel 1928. La Flatman tornò in Inghilterra negli anni '30, fu un'attivista per la pace e sostenne il lavoro di Edith How-Martyn nel documentare il movimento nella Compagnia delle Suffragette.
Ada Flatman morì a Eastbourne, nel Sussex, presso la Berrow Nursing Home, nel 1952. Lasciò nel suo testamento alla Compagnia 25£, su una proprietà di £250.

## Eredità
Le memorie della Flatman furono registrate dalla BBC. Aveva anche tenuto un album delle sue esperienze di suffragio, ora detenuto dal Museum of London.